# کریستین بنتک
کریستین بنتک (انگلیسی: Christian Benteke؛ زاده ۳ دسامبر ۱۹۹۰) بازیکن فوتبال اهل بلژیک است که برای باشگاه دی‌سی یونایتد بازی می‌کند.
وی همچنین در تیم ملی بلژیک بازی می کند.